# Robert Frazer

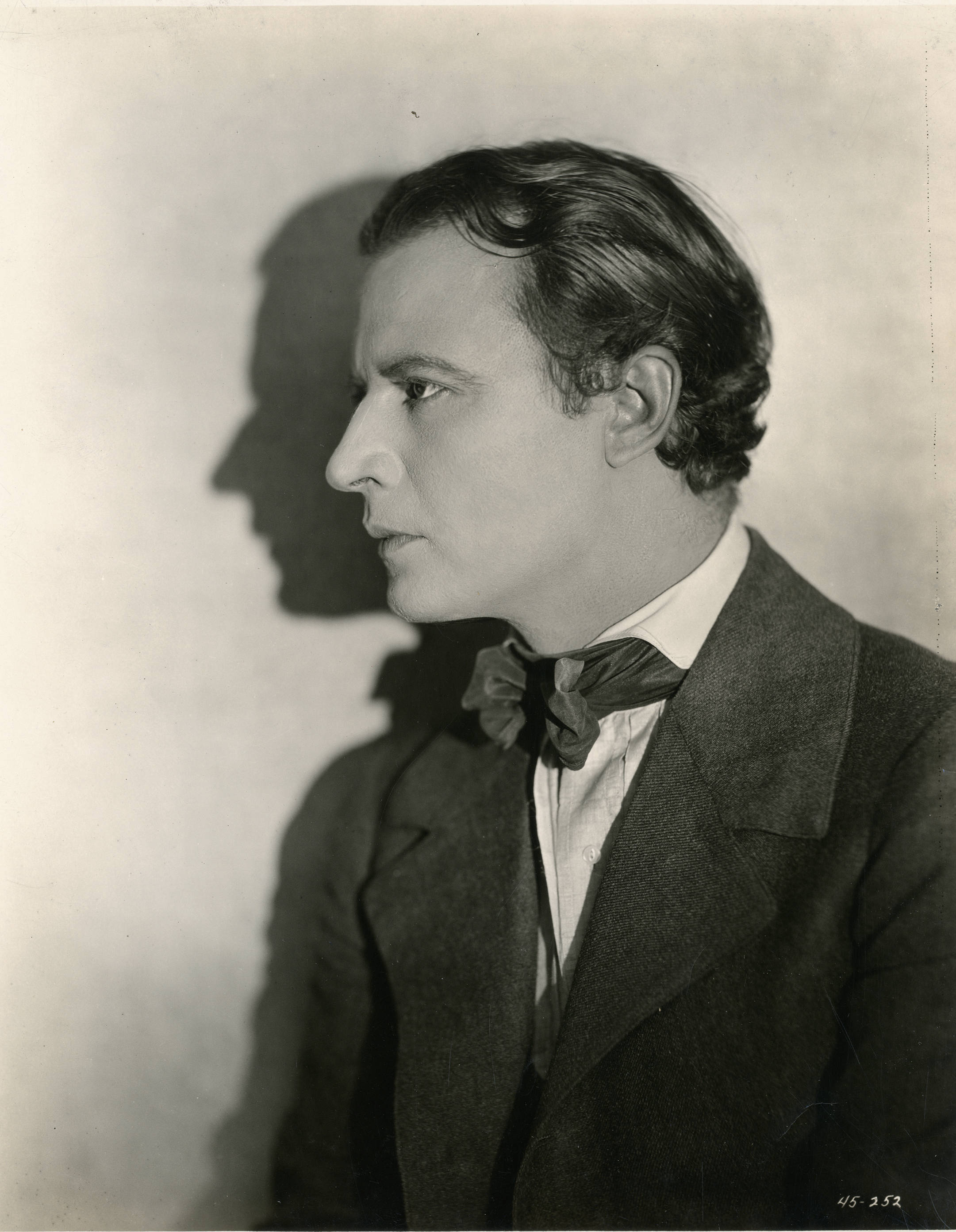
Retrat de l'actor

Robert Frazer (Worcester (Massachusetts), 29 de juny de 1891– Los Angeles, 17 d’agost de 1944, va ser un actor que sobretot va desenvolupar la seva carrera durant l’època del cinema mut.

## Biografia

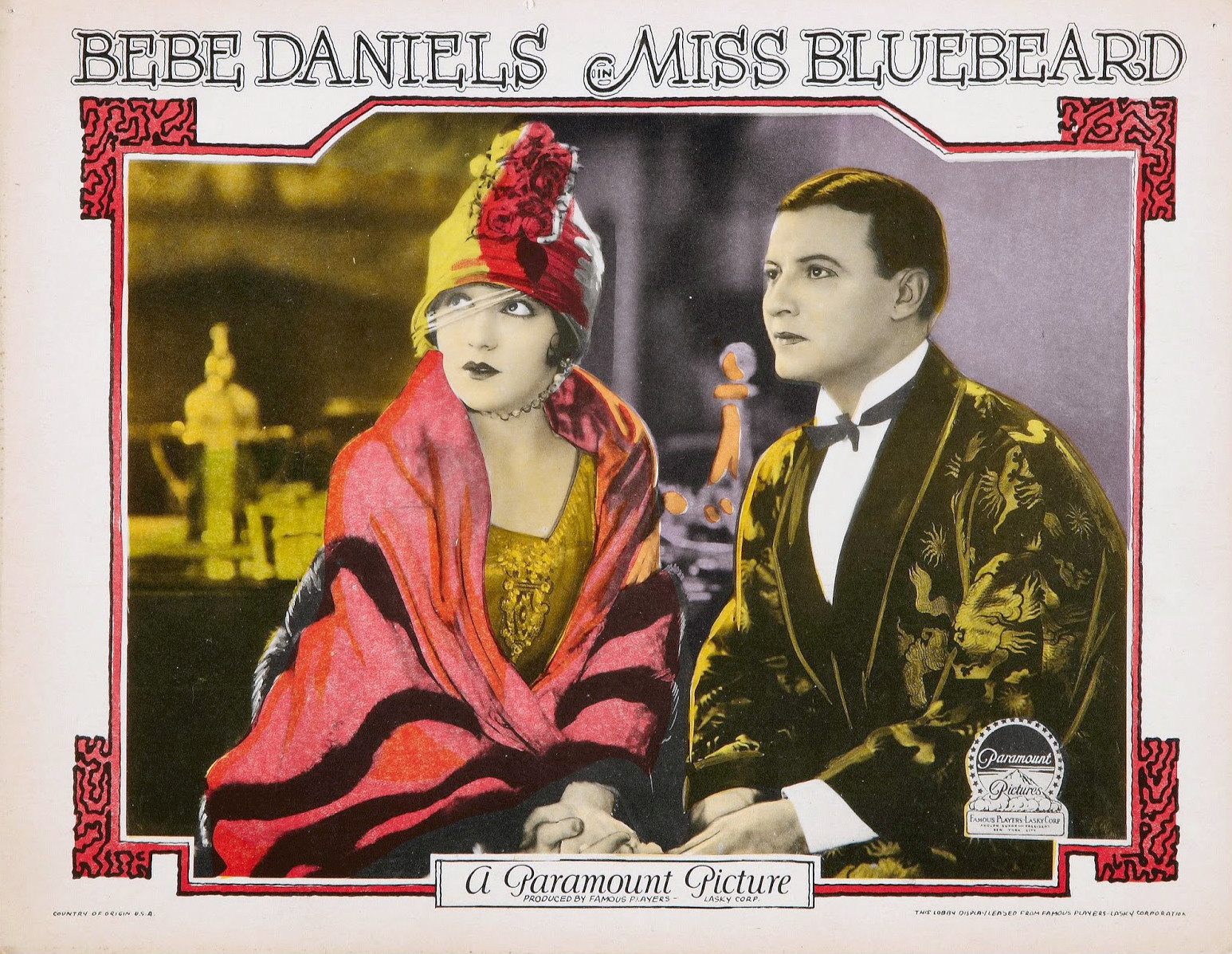
Bebe Daniels i Robert Frazer en una postal de propaganda de la pel·lícula "Miss Bluebeard" (1925)

Robert William Browne (nom real de l’actor) va començar la seva carrera en el món del teatre el 1909 treballant en diferents companyies de Nova Anglaterra com la Cosgrove Stock Company. El 1912 William Haddock el contractà per a la productora cinematogràfica Éclair Company Feu el seu debut interpretant a Jesucrist a The Holy City (1912). També seria el primer actor a interpretar el paper de Robin Hood, en una versió del 1912. El 1913 es va casar amb l’actriu Mildred Bright. amb qui convisqué tota la seva vida. Arribaria a ser un dels principals intèrprets de la companyia. El març del 1914 es va produir un incendi als estudis Eclair a Fort Lee que va cremar fins i tot el laboratori i l’actor passà a treballar per a múltiples companyies, combinant-ho amb un retorn al teatre. L’aparició del sonor no va suposar el final de la seva carrera i, tot i que quedà relegat a papers secundaris, actuà fins poc abans de morir, a Hollywood a causa d’una leucèmia.

## Filmografia

### Cinema mut
- The Holy City (1912)
- Hearts and Memories (1912)
- A Double Misunderstanding (1912)
- The Dreamers (1912)
- That Loving Man (1912)
- The Governor's Daughter (1912)
- The Double Cross (1912)
- Boys Again (1912)
- Robin Hood (1912)
- Dolls (1912)
- The Passing Parade (1912)
- The Lucky Loser (1912)
- All on Account of a Ring (1912)
- Caprices of Fortune (1912)
- The Homecoming (1912)
- Rosie (1912)
- Silent Jim (1912)
- The Honor of the Firm (1912)
- Thus Saith the Lord (1913)
- When Light Came Back (1913)
- The Witch (1913)
- For the Man She Loved (1913)
- Soul to Soul (1913)
- The Thirst for Gold (1913)
- The Better Father (1912)
- Steel (1913)
- The Banker's Daughter (1913)
- Rob Roy (1913)
- A Puritan Episode (1913)
- Why Aunt Jane Never Married (1913)
- One of the Rabble (1913)
- Duty (1914)
- The Renunciation (1914)
- When Death Rode the Engine (1914)
- The Dupe (1914)
- The Price Paid (1914)
- The Jackpot Club (1914)
- The Aztec Treasure (1914)
- Fate's Finger (1914)
- Till the Sands of the Desert Grow Cold (1914)
- The Line Rider (1914)
- The Squatter (1914)
- The Return (1914)
- At the Crucial Moment (1914)
- The Ghost of the Mine (1914)
- The Lone Star Rush] (1915)
- The Ballet Girl (1916)
- The Feast of Life (1916)
- The Decoy (1916)
- The Light at Dusk (1916)
- The Dawn of Love (1916)
- Her Code of Honor (1919)
- Bolshevism on Trial (1919)
- The Bramble Bush (1919)
- Without Limit (1921)
- Love, Hate and a Woman (1921)
- Partners of the Sunset (1922)
- Fascination (1922)
- Yellow Men and Gold (1922)
- The Faithless Sex (1922)
- Mr. Potter of Texas (1922)
- When the Desert Calls (1922)
- How Women Love (1922)
- My Friend the Devil (1922)
- As a Man Lives (1923)
- Jazzmania (1923)
- The Love Piker (1923)
- A Chapter in Her Life (1923)
- After the Ball (1924)
- When a Man's a Man (1924)
- Women Who Give (1924)
- Men (1924)
- Traffic in Hearts (1924)
- Bread (1924)
- Broken Barriers (1924)
- The Foolish Virgin (1924)
- The Mine with the Iron Door (1924)
- Miss Bluebeard (1925)
- The Charmer (1925)
- The White Desert (1925)
- The Scarlet West (1925)
- The Keeper of the Bees (1925)
- The Love Gamble (1925)
- Why Women Love (1925)
- The Other Woman's Story (1925)
- The Splendid Road (1925)
- The Golden Strain (1925)
- Secret Orders (1926)
- Desert Gold (1926)
- The Isle of Retribution (1926)
- The Speeding Venus (1926)
- Dame Chance (1926)
- The City (1926)
- Sin Cargo (1926)
- One Hour of Love (1927)
- Wanted: A Coward (1927)
- Lightning (1927)
- The Silent Hero (1927)
- Out of the Past (1927)
- Back to God's Country (1927)
- Burning Up Broadway (1928)
- The Scarlet Dove (1928)
- Out of the Ruins (1928)
- Black Butterflies (1928)
- City of Purple Dreams (1928)

### Cinema sonor
- The Little Snob (1928)
- Sioux Blood (1929)
- The Woman I Love (1929)
- Careers (1929)
- The King of the Kong (1929)
- The Drake Case (1929)
- Frozen Justice (1929)
- Beyond the Law (1930)
- Ten Nights in a Barroom (1931)
- The Mystery Trooper (1931)
- Oh! Oh! Cleopatra (1931)
- Two-Gun Caballero (1931)
- The Wide Open Spaces (1931)
- The Rainbow Trail (1932)
- Discarded Lovers (1932)
- The Saddle Buster (1932)
- Arm of the Law (1932)
- Rule 'Em and Weep (1932)
- Morts vivents (1932)
- Fighting for Justice (1932)
- Two Lips and Juleps; o, Southern Love and Northern Exposure (1932)
- The King Murder (1932)
- The Crooked Circle (regia 1932)
- The Bride's Bereavement; o, The Snake in the Grass (1932)
- The Vampire Bat (1933)
- The Three Musketeers (1933)
- Found Alive (1933)
- The Whispering Shadow (1933)
- Justice Takes a Holiday (1933)
- The Fighting Parson (1933)
- Notorious But Nice (1933)
- Her Forgotten Past (1933)
- The Mystery Squadron (1933)
- Love Past Thirty (1934)
- Men in White (1934)
- Guilty Parents (1934)
- Monte Carlo Nights (1934)
- Green Eyes (1934)
- Fifteen Wives (1934)
- The Curtain Falls (1934)
- Port of Lost Dreams (1934)
- The Trail Beyond (1934)
- Counsel on De Fence (1934)
- The Fighting Troope (1934)
- The World Accuses (1934)
- The Fighting Pilot (1935)
- Public Opinion (1935)
- One in a Million (1935)
- Circumstantial Evidence (1935)
- Million Dollar Haul (1935)
- The Miracle Rider (1935)
- Social Error (1935)
- Ladies Crave Excitement (1935)
- Ellis Island (1936)
- We're in the Legion Now! (1936)
- Left-Handed Law (1937)
- The Mad Empress (1939)
- Black Aces (1937)
- Religious Racketeers (1938)
- Cipher Bureau (1938)
- Juarez (1939)
- Law of the Wolf (1939)
- Navy Secrets]' (1939)
- Crashing Thru (1939)
- Roar of the Press (1941)
- Pals of the Pecos (1941)
- Gangs of Sonora (1941)
- Black Dragons (1942)
- Inside the Law (1942)
- Seeing Hands (1943)
- Captain America (1944, serial)
- Forty Thieves (1944)
- Law Men (1944)